# ГЕС Akköy 2
ГЕС Akköy 2 — гідроелектростанція на півночі Туреччини. Використовує деривацію ресурсі з притоків річок Harşit Çayı та Ozluce Deresi, котрі впадають до Чорного моря біля Тиреболу — перша на східній околиці, а друга за десяток кілометрів західніше від цього міста.
У межах проєкту спорудили три греблі:
- Aladereçam на правій притоці Ozluce Deresi. Виконана з ущільненого котком бетону, гребля при висоті 60 метрів (від фундаменту, висота від дна річки — 51 метр) та довжині 260 метрів потребувала 196 тис. м3 матеріалу та утримує водосховище з об'ємом 14 млн м3[1].
- Gökçebel на Gelaver — ще одній правій притоці Ozluce Deresi. Ця кам'яно-накидна споруда з бетонним облицюванням при висоті 144 метрів потребувала 4,5 млн м3 матеріалу та утримує водосховище з об'ємом 65,1 млн м3.
- Yaşmaklı на Gavraz — лівій притоці Harşit Çayı. Зведена тут бетонна гравітаційна гребля має висоту 118 метрів (від фундаменту, висота від дна річки — 103 метри) та потребувала 63 тис. м3 матеріалу. Вона утримує сховище з об'ємом 15,5 млн м3.

Від греблі Aladereçam ресурс перекидається на схід до водосховища Gökçebel по тунелю довжиною 4,1 км із діаметром 3,2 м, котрий переходить у напірний водовід довжиною 0,45 км із діаметром 1,5 м та живить малу гідроелектростанцію потужністю 7 МВт (при напорі у 210 метрів продукує 18 млн кВт·год електроенергії на рік). Від Gökçebel до Yasmaki (так само у східному напрямку) прокладено другий тунель довжиною 6,65 км із діаметром 4 м.
З останнього сховища ресурс через третій тунель довжиною 4 км та діаметром 3,2 м проходить у долину Harşit Çayı. Тут він потрапляє до напірного водоводу довжиною 3,4 км із діаметром 2,7 м, за яким слідує напірна шахта заввишки 200 м. Далі вода через горизонтальний тунель довжиною 0,25 км із таким саме діаметром 2,7 м доходить до розгалуження на два короткі водоводи з діаметрами 1,9 м.
Машинний зал станції розташований на одному майданчику з аналогічною спорудою ГЕС Akköy 1 (входить до складу каскаду на Harşit Çayı). Основне обладнання ГЕС становлять дві турбіни типу Пелтон потужністю по 116 МВт, котрі використовують найбільший в країні напір — 1224 м. Вони повинні забезпечувати виробництво 873 млн кВт·год електроенергії на рік.